# James Thompson (religioso)
James Thompson, noto anche con lo pseudonimo di Diego Thomson (Creetown, 1º settembre 1788 – Londra, 25 febbraio 1854), è stato un educatore e religioso scozzese.
Percorse l'America Latina nel secolo XIX per promuovere il sistema educativo di Joseph Lancaster nelle nuove nazioni ispanoamericane e per predicare il Vangelo ed i principi cristiani. Nel suo lavoro come missionario, Thompson portò la Bibbia nella lingua dei popoli americani e ne promosse la lettura.

## Biografia
Nacque nel porto di Creetown nel nord-est della Scozia, nella contea di Dumfries e Galloway. I suoi genitori erano William Thompson e Janet Vurnet; egli era il terzo figlio della coppia. Il padre fu direttore di una scuola e segretario del concistoro (organo collegiale di governo formato da anziani) della chiesa presbiteriana.
Studiò lingue e fu colportore (distributore e venditore di Bibbie e opuscoli cristiani) della Società biblica britannica. Durante le Guerre Napoleoniche tra Francia ed Inghilterra, vennero incarcerati settantad ufficiali francesi nel Castello di Edimburgo. Thompson, nel suo lavoro come pastore, li visitò e servì loro da interprete. Dopo la guerra, nel 1807 il suo collega Robert Haldane gli chiese di accompagnarlo nel suo lavoro missionario in Francia. Tuttavia, questa porta si chiuse ed egli volse il proprio sguardo verso i paesi sudamericani.

## In America del Sud
Egli s'imbarcò nel 1816 dalla città di Liverpool, facendo rotta verso il Sudamerica, come missionario, per portare il messaggio di Dio, e come educatore per fondare scuole pubbliche, trapiantandovi il sistema di educazione "Lancaster" creato da Joseph Lancaster.
Thompson giunse al porto argentino di Buenos Aires il 6 ottobre 1818, in un periodo in cui le nazioni ispanoamericane combattevano per la loro indipendenza. Egli stabilì molte scuole pubbliche, sicché il consiglio di Buenos Aires lo nominò Direttore Generale delle Scuole come riconoscimento del suo lavoro.
Si recò anche nella città uruguaiana di Montevideo dove fondò un'altra scuola. Promosse la lettura della Bibbia come libro di studio. Iniziò a predicare la Parola di Dio e distribuì esemplari della Bibbia alla popolazione, cosa che infastidì la Chiesa cattolica, poiché proibiva la lettura della Bibbia ai laici, permettendola solo al clero, anche perché la Bibbia protestante, seguendo il canone ebraico, non incorpora i libri deuterocanonici, a differenza della versione cattolica.
Nel 1820 venne invitato in Cile dal direttore supremo (capo di Stato e di governo) Bernardo O'Higgins, che gli offrì 1200 pesos annui affinché fondasse scuole pubbliche in detto paese. Thompson accettò l'offerta; arrivò a luglio 1821 in Cile, dove venne ricevuto dallo stesso O'Higgins. Il governo cileno gli mise a disposizione le strutture della Reale Università di San Filippo (creata dal Re Filippo V nel 1738) e le destinò al suo nuovo uso. Il Nuovo Testamento servì come libro di testo ed egli cominciò a predicare sulla Bibbia e di Dio nelle scuole. Fondò due scuole a Santiago ed una a Valparaíso mentre la carica di provveditore agli studi era rivestita da Domingo Eyzaguirre. Thompson subì discriminazioni da parte del clero cattolico cileno, essendo protestante. Il 31 maggio 1822, prima che Thompson lasciasse il Cile, O'Higgins gli conferì la cittadinanza cilena per il suo contributo.
Nel 1822 il Generale José de San Martín lo chiamò affinché applicasse in Perù lo stesso sistema di educazione. Giunse al porto del Callao il 28 giugno e fu ricevuto da Bernardo de Monteagudo. Arrivò a Lima ed ebbe un colloquio con San Martín, che lo ricevette amichevolmente. Il 6 luglio creò la prima Scuola Normale del Perù, della quale fu nominato direttore. Il convento di San Tommaso venne spostato con decreto affinché egli vi stabilisse la nuova scuola. Vendette 500 Bibbie. Volle tradurre la Bibbia in lingua quechua per i peruviani che parlavano quell'idioma e anche in aymara (oggi una delle lingue ufficiali in Perù e Bolivia). A fronte dell'avanzata delle truppe del re di Spagna, Thompson si trasferì a Trujillo (la città più popolosa del Nord del Perù) dove si era spostato il governo peruviano. Dopo la liberazione della capitale, l'elezione dei membri del Congresso e lo scioglimento del Senato, Thompson fece ritorno a Lima. Iniziò a tradurre il Nuovo Testamento in quechua e nel 1823 già aveva tradotto le due Epistole di San Pietro e gli Atti degli Apostoli.
Thompson formulò progetti di fondazione di una scuola femminile. Conobbe Simón Bolívar che era arrivato in Perù. Bolivar fu molto favorevole a Thompson perché decretò che si stabilissero scuole pubbliche in ogni capitale provinciale. Già aveva terminato tutta la traduzione del Nuovo Testamento, quando affidò il manoscritto ad un amico. L'unica tipografia, tuttavia, si trovava a Callao, sicché gli fu impossibile stamparlo e la traduzione andò perduta.
Nel 1824 si recò nello Stato della Grande Colombia (comprendente gli attuali territori di Colombia, Venezuela, Ecuador e Panama) dove lo ricevette il generale, all'epoca Vicepresidente, Francisco de Paula Santander. Si stabilì a Guayaquil (la città più grande dell'Ecuador) agli inizi di ottobre. Viaggiò per Quito, Popayán (attualmente in Colombia) e Bogotà. A marzo 1825 fondò la Società Biblica Colombiana.
Ritornò in Gran Bretagna agli inizi di aprile e pubblicò le Lettere sullo stato morale e religioso del Sud America. In Inghilterra si sposò con la sua fidanzata. Vi trovò anche l'ex sacerdote boliviano Vicente Pazos Kanki che era stato esiliato in Inghilterra e rappresentava gli interessi della nuova nazione andina. L'uomo sapeva parlare quechua da quando era bambino e accettò la proposta di Thompson di tradurre il Nuovo Testamento, terminando la traduzione nel 1826. Nel 1828 venne pubblicato il Vangelo di Luca.

## In Messico e ai Caraibi
Nel 1827 per ordine delle Società Bíbliche Britanniche si recò in Messico, arrivando a Veracruz con sua moglie il 2 maggio e portando con sé 300 esemplari della Bibbia e 1000 del Nuovo Testamento da distribuire. Fece amicizia con il politico liberale e sacerdote messicano José María Luis Mora. 
Due mesi dopo ordinò a Londra altri mille esemplari della Bibbia e mille del Nuovo Testamento. Malgrado il divieto della chiesa cattolica di lettura della Bibbia, alcuni sacerdoti accettarono la lettura delle Sacre Scritture e venne fondata la Società Bíblica Messicana. Mora dirigeva il giornale L'Osservatore della Repubblica messicana (El Observador de la República Mexicana) che incoraggiava il popolo a leggere la Bibbia e studiarla. Nell'edizione del 31 ottobre 1827 la rivista pubblicò un articolo in cui Mora difendeva l'operato dell'educatore scozzese.  L'archivio José María Luis Mora conserva una serie di missive inviate da Thompson a Mora tra il 15 febbraio 1931 e il 7 settembre 1842.
Tra il 1833 ed il 1837 egli viaggiò anche per il Mar dei Caraibi e visitò Haiti, ove raccomandò alla Società Bíblica di Londra la traduzione della Bibbia in haitiano. Grazie a Thompson, venne fondata la Società Biblica di Haiti. Successivamente viaggiò nelle Antille. A Cuba regalò Bibbie agli schiavi neri, ma le autorità accusarono Thompson di incitarli alla rivolta, per cui dovette fuggire in Canada, dove nel 1838 cominciò l'evangelizzazione degli indigeni ojibway. Proseguì il suo lavoro missionario in Spagna. Grazie ai suoi sforzi, fu fondata la Società Spagnola di Evangelizzazione nel 1855.
Nel 1849, tornò in Inghilterra. Morì a Londra nel 1854, a 66 anni.